# Loop (band)

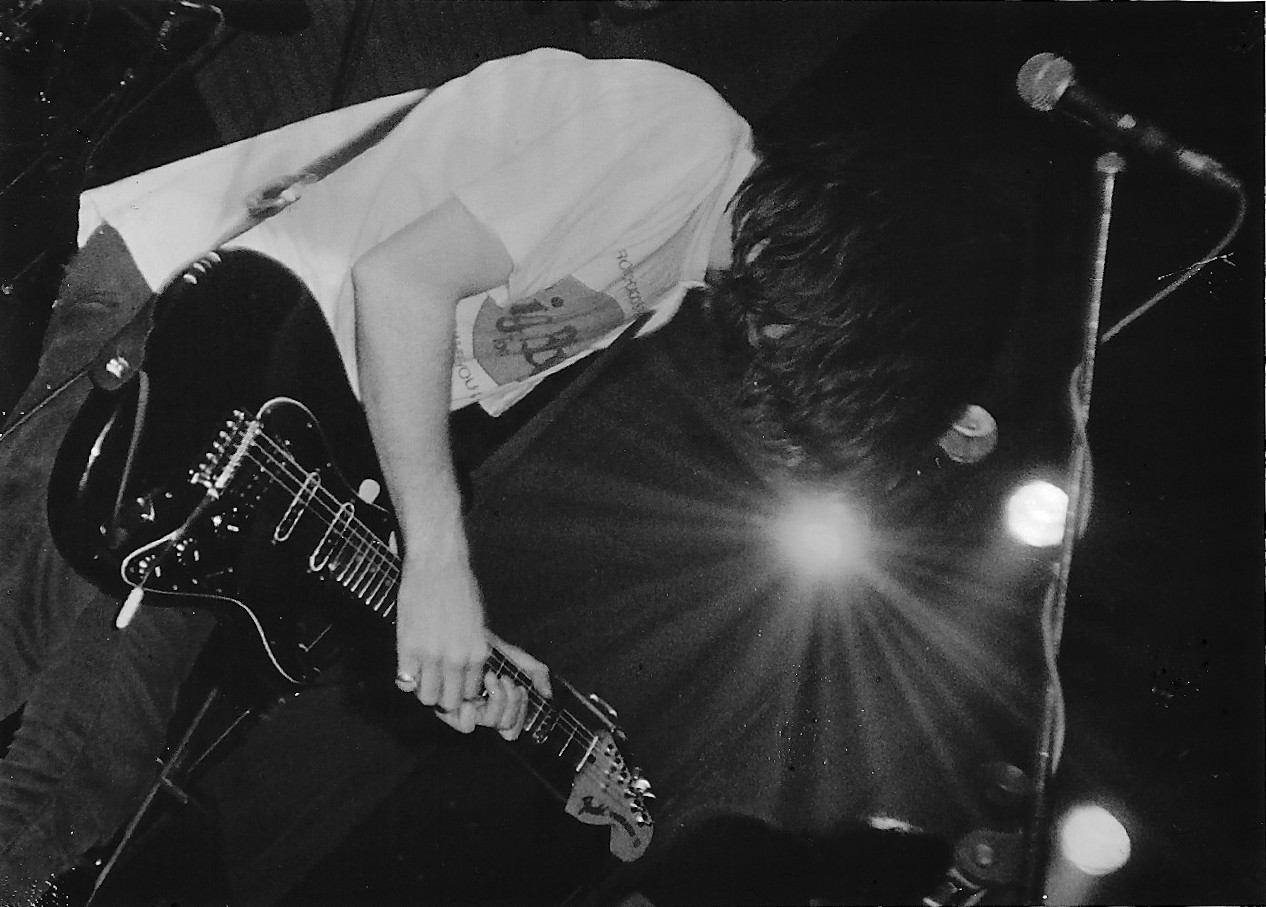
Loop (1989)

Loop is een Britse alternatieve shoegaze-band die in 1986 werd opgericht door Robert Hampson. De band wisselde in zijn bestaande verschillende keren van bezetting, met Hampson als enige permanent lid. Loop stond bekend om zijn wall of sound met veel feedback en distortion en was sterk beïnvloed door krautrock en no wave.
Het grootste commerciële succes van de band was het tweede album Fade Out, dat de 51e plaats bereikte in de Britse hitlijsten. De band speelde drie Peel-sessies, die in 1991 werden uitgegeven. Na de opheffing datzelfde jaar werd Hampson even lid van Godflesh.
In 2013 begon de band weer op te treden.

## Discografie
- 1987 - Heaven's end
- 1989 - Fade out
- 1990 - A Gilded Eternity
- 1991 - Wolf flow (Peel-sessies)